# Liriomyza hieracivora
Liriomyza hieracivora är en tvåvingeart som beskrevs av Spencer 1971. Liriomyza hieracivora ingår i släktet Liriomyza och familjen minerarflugor.
Artens utbredningsområde är Tyskland. Inga underarter finns listade i Catalogue of Life.